# Historia de la lengua en Portugal

Ç de Cedilha

El idioma oficial da República Portuguesa es el portugués. En los municipios de Vimioso, Mogadouro y Miranda do Douro el mirandés también tiene reconocimiento, aunque éste a diferencia del portugués no pertenece al grupo galaicoportugués sino al asturleonés. El país al que hoy llamamos Portugal fue habitado por diversas tribus y confederaciones prerromanicas, en su mayor parte tribus celtas y lusitanas, aunque habían conias y turdetanas en la zona sur. Después se produjo la conquista romana de la península ibérica la cual desembocó en el proceso de romanización y en la adopción del latín como lengua materna de los habitantes de Portugal. En los últimos años del Imperio Romano comenzaron las invasiones bárbaras e después de éstas la conquista musulmana de la península. A medida que los reinos cristianos ganaban terreno se formaron lenguas derivadas del latín vulgar.
La lengua portuguesa gracias a su rica historia incorporó vocabulario de varias procedencias, ejemplos son palabras de origen celta: Beira, de origen íbero: Abóbora, de origen griego: Zoología, de origen latino: Filho, de origen germánico: Guerra, de origen árabe: Algodão y vocabulario proveniente de las lenguas indígenas habladas en los territorios del Imperio colonial portugués (1415-2002). El portugués ha tenido varios acuerdos ortográficos: el de 1910, el de 1945 y el de 1990. La academia que regula el portugués europeo es la Academia de las Ciencias de Lisboa.

## Galería

Evolución Lingüística de la Península Ibérica.
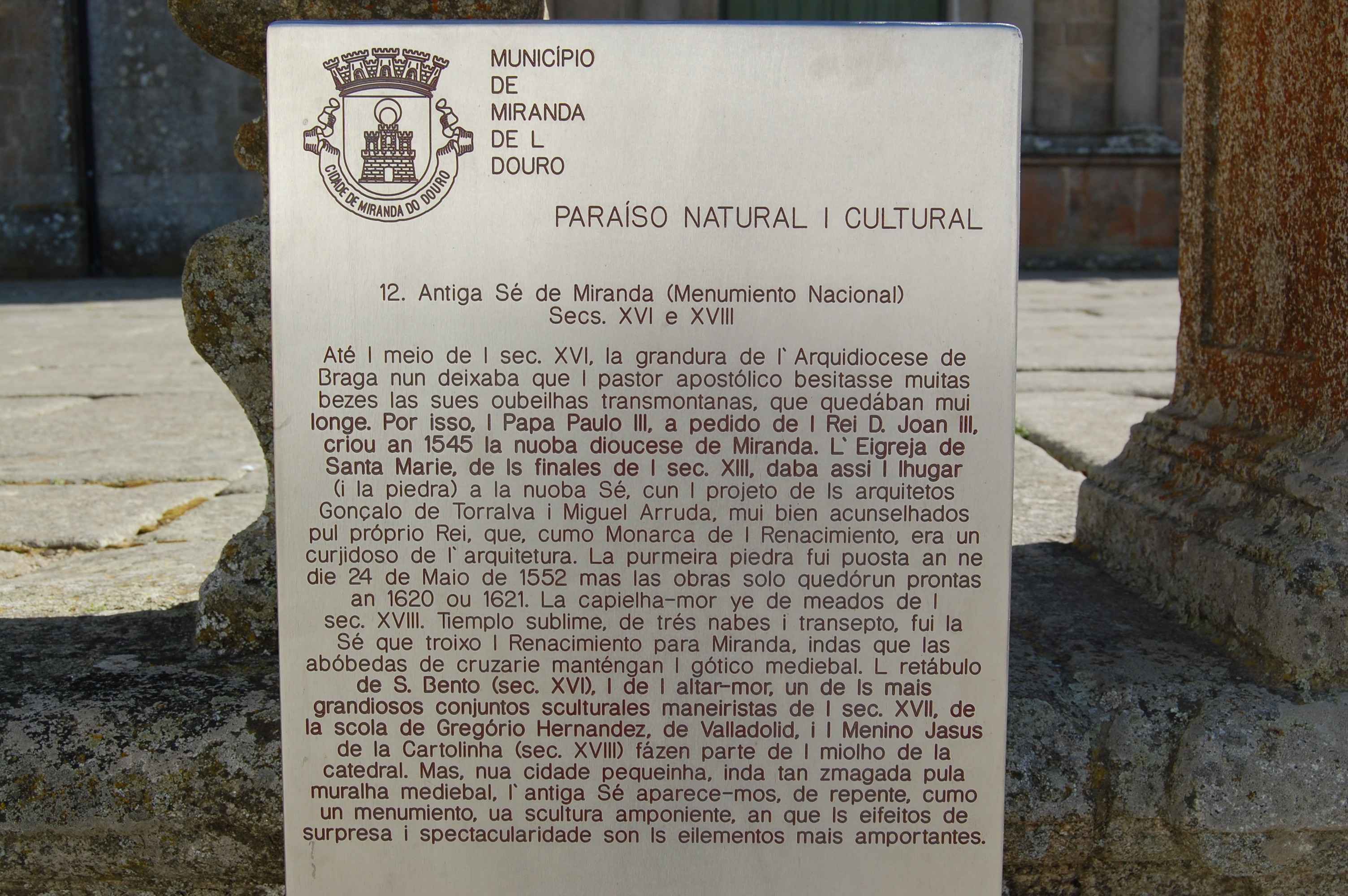
Placa descriptiva de un monumento en la lengua mirandesa.
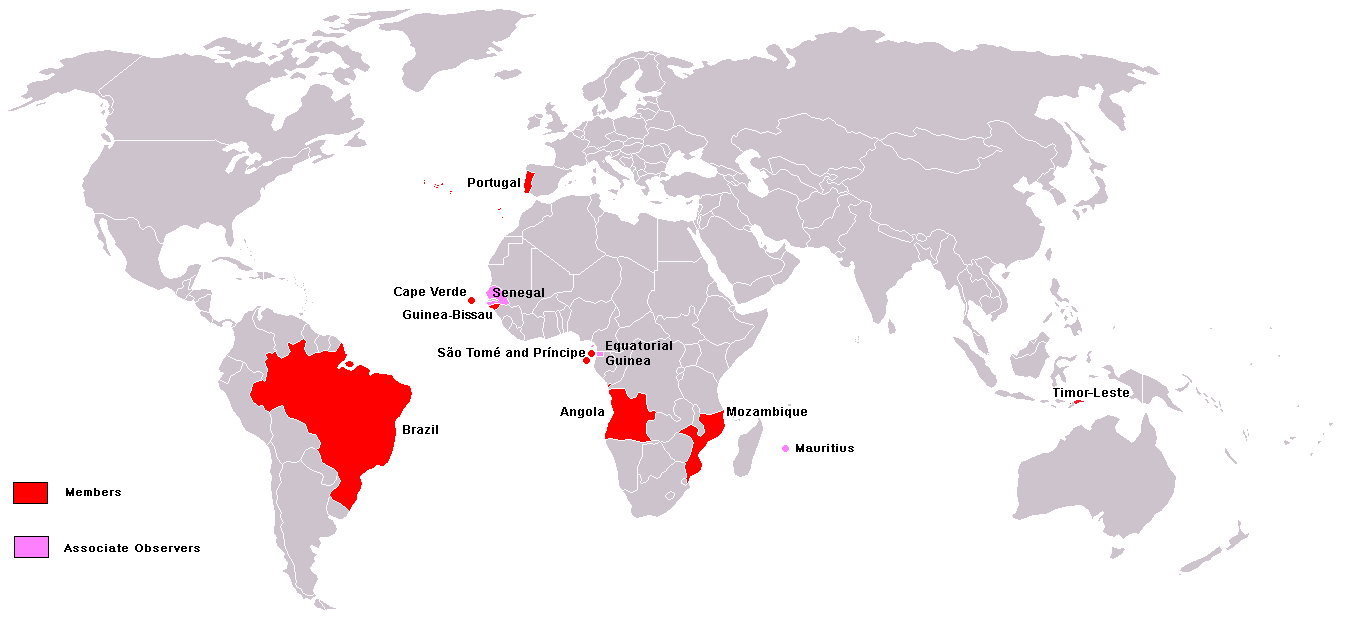
Mapa mundial de los países integrantes de la CPLP - Comunidad de Países de Lengua Portuguesa (2007).